# Life (Lied)
Life ist ein Lied des deutsch-trinidadischen Sängers Haddaway aus dem Jahr 1993. Es wurde von Dee Dee Halligan und Junior Torello geschrieben und am 30. Juli 1993 als zweite Single seines Debütalbums The Album ausgekoppelt.

## Hintergrund
Life wurde von Dee Dee Halligan und Junior Torello geschrieben und produziert. Die Erstveröffentlichung erfolgte als Teil von Haddaways Debütalbum The Album am 1. Mai 1993. Am 30. Juli 1993 wurde das Lied, über das Label Coconut Records, als zweite Single des Albums ausgekoppelt. Es handelt sich um einen Eurodance-/Eurohouse-Titel mit einem ruhigen Intro und oft zweistimmigem Gesang.
Der Liedtext handelt von den ständigen Veränderungen im Leben. Auch brauche jeder „jemanden zum Lieben“: „Life will never be the same, life is changing / Life will never be the same, life is changing / Everybody needs somebody to love, to love / Everybody needs somebody to love, to love“.

## Musikvideo
Auch ein Musikvideo wurde zu dem Song gedreht. Haddaway ist in einem Labor zu sehen, in dem auch an Robotern gearbeitet wird. Zum Schluss wird Haddaway über eine Maschine mit einem Roboter verbunden, der daraufhin zu tanzen beginnt. Das Musikvideo wurde bis November 2022 über 16 Millionen Mal bei YouTube abgerufen.

## Rezeption
In den Bravo-Jahrescharts 1993 erreichte Life mit 212 Punkten den 17. Platz.

## Kommerzieller Erfolg

### Chartplatzierungen
| ChartsChartplatzierungen       | Höchstplatzierung | Wochen |
| ------------------------------ | ----------------- | ------ |
| Deutschland (GfK)              | 2 (25 Wo.)        | 25     |
| Österreich (Ö3)                | 2 (17 Wo.)        | 17     |
| Schweiz (IFPI)                 | 2 (24 Wo.)        | 24     |
| Vereinigte Staaten (Billboard) | 41 (16 Wo.)       | 16     |
| Vereinigtes Königreich (OCC)   | 6 (9 Wo.)         | 9      |

| ChartsChartplatzierungen | Höchstplatzierung | Wochen |
| ------------------------ | ----------------- | ------ |
| Schweiz (IFPI)           | 14 (5 Wo.)        | 5      |

| ChartsJahrescharts (1993)    | Platzierung |
| ---------------------------- | ----------- |
| Deutschland (GfK)            | 11          |
| Österreich (Ö3)              | 12          |
| Schweiz (IFPI)               | 13          |
| Vereinigtes Königreich (OCC) | 63          |

### Auszeichnungen für Musikverkäufe
| Land/Region        | Auszeichnungen für Musikverkäufe (Land/Region, Auszeichnung, Verkäufe) | Verkäufe |
| ------------------ | ---------------------------------------------------------------------- | -------- |
| Deutschland (BVMI) | Platin                                                                 | 500.000  |
| Österreich (IFPI)  | Gold                                                                   | 25.000   |
| Schweden (IFPI)    | Gold                                                                   | 25.000   |
| Insgesamt          | 2× Gold · 1× Platin ·                                                  | 550.000  |